# Jaguar R5
Chronologie des modèles (2004)
Jaguar R4 Aucun
La Jaguar R5 est la monoplace de Formule 1 engagée par l'écurie britannique Jaguar Racing dans le cadre du championnat du monde de Formule 1 2004. Elle est pilotée par l'Australien Mark Webber et par l'Autrichien Christian Klien. Le pilote d'essais est le Suédois Björn Wirdheim. 
La R5 est présentée le 18 janvier 2004, sur le circuit de Catalogne en Espagne. C'est la dernière monoplace de l'écurie Jaguar, rachetée par Red Bull le 15 novembre 2004.

## Historique

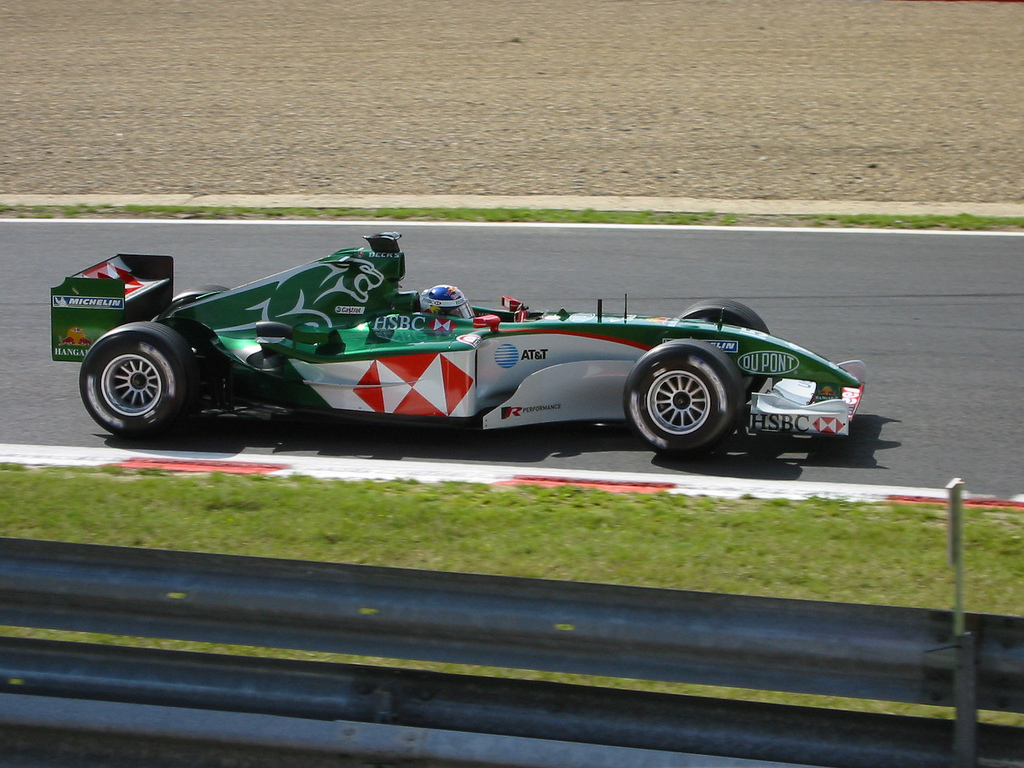
Christian Klien marque ses premiers points en Formule 1 au Grand Prix de Belgique.

En 2004, David Pitchford devient directeur général de l'écurie et est secondé par Ian Pocock. 
La Jaguar R5, motorisée par un bloc Cosworth CR6, est confiée à Mark Webber et à Christian Klien, nouvellement promu en Formule 1. L'effectif de l'écurie a encore été légèrement réduit et il n'y a pas de pilote-essayeur.
La R5 est une évolution minime de sa devancière, la Jaguar R4. Elle présente un nouvel ensemble aérodynamique avec, notamment, des pontons retravaillés munis de divers petits appendices et ailettes. Le principal point faible de la R5 est sa boîte de vitesses et son système hydraulique qui sont à l'origine de la plupart des abandons en course. 
Pour Webber, la saison 2004 est beaucoup moins bonne que la précédente lors de laquelle il a inscrit dix-sept points. S'il commence la saison en se qualifiant en première ligne aux côtés de Michael Schumacher en Malaisie, il rate son départ et abandonne peu après sur tête-à-queue. La Jaguar R5 ne peut que rarement lui permettre d'atteindre la zone des points à la régulière. Son meilleur résultat est une sixième place à Hockenheim. 
Protégé de la firme Red Bull, Christian Klien accède à la Formule 1 en 2004, Jaguar Racing étant sponsorisé par la boisson énergétique. Nettement dominé par son coéquipier Mark Webber, il paye son manque d'expérience à ce haut niveau de la compétition mais ses progrès en fin de saison, avec notamment ses premiers points à l'occasion du Grand Prix de Belgique, lui permettent de conserver son volant pour la saison suivante tandis que l'écurie prend le nom de Red Bull Racing.
Webber et Klien se sont accrochés à deux reprises, au départ du Grand Prix du Canada et au Brésil. 
La voiture permet à l'écurie de terminer septième du championnat des constructeurs avec dix points, dont sept marqués par Mark Webber. Le 15 novembre 2004, Red Bull rachète l'équipe pour 100 millions de dollars et l'engage, en 2005, sous le nom Red Bull Racing.

## Le diamant de Monaco
À l'occasion du Grand Prix automobile de Monaco, Jaguar participe à la promotion du film Ocean's Twelve. La boîte à air et le museau de la monoplace, repeints en rouge, arborent le logo du film tandis qu'un diamant d'une valeur estimée entre 200 000 et 430 000 dollars appartenant à la marque de joaillerie Steinmetz est serti dans le museau de chacune des deux monoplaces,,,. 
Quatorzième sur la ligne de départ, Christian Klien percute, dès le premier tour, les rails de sécurité à l'épingle du Loews. Le temps que le personnel de Jaguar arrive sur les lieux de l'accident, le diamant avait disparu,,,.

## Red Bull R5
Lors de l'intersaison 2004-2005, Red Bull Racing, qui vient de racheter Jaguar, teste la R5 lors des essais. La Red Bull R5 est pilotée par David Coulthard, titularisé pour la saison 2005, et par le Suisse Neel Jani qui devient pilote essayeur de l'écurie,.

## Résultats en championnat du monde de Formule 1
| Saison | Écurie        | Moteur                 | Pneus    | Pilotes         | Courses | Courses | Courses | Courses | Courses | Courses | Courses | Courses | Courses | Courses | Courses | Courses | Courses | Courses | Courses | Courses | Courses | Courses | Points inscrits | Classement |
| Saison | Écurie        | Moteur                 | Pneus    | Pilotes         | 1       | 2       | 3       | 4       | 5       | 6       | 7       | 8       | 9       | 10      | 11      | 12      | 13      | 14      | 15      | 16      | 17      | 18      | Points inscrits | Classement |
| ------ | ------------- | ---------------------- | -------- | --------------- | ------- | ------- | ------- | ------- | ------- | ------- | ------- | ------- | ------- | ------- | ------- | ------- | ------- | ------- | ------- | ------- | ------- | ------- | --------------- | ---------- |
| 2004   | Jaguar Racing | Ford-Cosworth CR-6 V10 | Michelin |                 | AUS     | MAL     | BAH     | SMR     | ESP     | MON     | EUR     | CAN     | USA     | FRA     | GBR     | ALL     | HON     | BEL     | ITA     | CHI     | JAP     | BRÉ     | 10              | 7e         |
| 2004   | Jaguar Racing | Ford-Cosworth CR-6 V10 | Michelin | Mark Webber     | Abd     | Abd     | 8e      | 13e     | 12e     | Abd     | 7e      | Abd     | Abd     | 9e      | 8e      | 6e      | 10e     | Abd     | 9e      | 10e     | Abd     | Abd     | 10              | 7e         |
| 2004   | Jaguar Racing | Ford-Cosworth CR-6 V10 | Michelin | Christian Klien | 11e     | 10e     | 14e     | 14e     | Abd     | Abd     | 12e     | 9e      | Abd     | 11e     | 14e     | 10e     | 13e     | 6e      | 13e     | Abd     | 12e     | 14e     | 10              | 7e         |

Légende : ici 